# Trigonostemon lanceolatus
Trigonostemon lanceolatus är en törelväxtart som först beskrevs av Spencer Le Marchant Moore, och fick sitt nu gällande namn av Ferdinand Albin Pax. Trigonostemon lanceolatus ingår i släktet Trigonostemon och familjen törelväxter.
Artens utbredningsområde är Burma. Inga underarter finns listade i Catalogue of Life.